# Vedisk religion
Vedisk religion ser man som den äldsta indiska religionen som hade en skriftlig tradition. Det härstammar ifrån ca 1500-500 f.Kr. Man tror att den har kommit till Indien med vandrande stammar ifrån väst, vilket gör att de första utövarna av den vediska religionen alltså var indoeuropéer. Det har även hittats likheter med iransk religion under samma tid. De vediska och iranska religionerna har likartade texter. Därför tror man att några av dessa vandrande folkstammar har stannat i Iran och att några fortsatt till Indien.
Offer till gudarna var centralt inom den vediska religionen. Dessa offer utfördes av offerpräster. Man offrade till många olika gudar som till exempel Agni, Indra, Soma och Varuna. Detta gjorde man för att kunna upprätthålla den kosmiska ordningen, rita. Det var aldrig frågan om människooffer inom den vediska religionen utan man offrade främst djur, spannmål och även mjölkprodukter. Men man kunde också offra soma som var den heliga drycken. Man offrade dagligen men det fanns olika tidpunkter på året då man hade andra slags offer-riter, som till exempel vid vårdagjämningen.
De vediska ritualerna utfördes på öppna platser, man använde sig alltså inte av bilder eller tempel. Man trodde att om man utförde ritualerna fel eller om man lät bli att utföra dem så kunde man drabbas av naturkatastrofer.
De gudar som nämnts ovan är manliga gudar och det var det vanligaste att man offrade till dem. Men det vediska religionen hade även några kvinnliga gudinnor, det kan man se i de vediska hymnerna. Där nämns gudinnor som Ushas, Ratri, Prithivi, Sarasvati och Nirriti. Få av hymnerna handlar om dessa gudinnor. Även här ligger tyngdpunkten på gudarna.
Den vediska religionen ligger till viss del som grund för vad vi idag kallar för hinduismen men mycket har förändrats genom att den vediska religionen har blandats med folkreligioner som funnits i Indien.